# László Tőkés
Lasló Tőkés, romunsko-madžarski politik in duhovnik, * 1.april 1952, Cluj Napoca
Tőkés je bil izvoljen za protestantskega škofa v Oradei. Sredi decembra 1989 so komunistične oblasti poskušale izgnati Tőkésa iz njihovega doma. Tőkés je bil soavtor Proklamacije v Temišvaru 11. marca 1990.